# Uchwyt (informatyka)
Uchwyt lub identyfikator (ang. handle) – w systemie Windows nazwą tą nazywane są identyfikatory obiektów systemu, takich jak okna, ikony, wątki itp.
Są to czterobajtowe liczby. W języku C nazwy ich typów zaczynają się na H, np. uchwyt okna ma typ HWND. Są one w C zdefiniowane jako wskaźniki, jednak jest to czysto formalny chwyt, pozwalający na łatwą kontrolę ich typów. Naprawdę nie są to wskaźniki, lecz indeksy tablic systemowych.